# Мейсон, Джонатан (политик)
Джонатан Мейсон (англ. Jonathan Mason; 12 сентября 1756, Бостон — 1 ноября 1831, Бостон) — американский политический и государственный деятель, сенатор США и член Палаты представителей от Массачусетса.

## Биография
Джонатан Мейсон родился в Бостоне в семье торговца Джонатана Мейсона (1725—1798) и Мириам Кларк (1724—1774). Посещал Бостонскую латинскую школу, которую окончил в 1774 году. После изучения юриспруденции в Принстонском университете был принят в коллегию адвокатов в 1779 году.
В 1780 году Мейсон выступил с ежегодной речью, посвящённой Бостонской резне. С 1786 по 1796 год являлся членом Палаты представителей Массачусетса.
Начиная с 1795 года, Мейсон был партнёром компании Mount Vernon Proprietors, застройщика недвижимости в бостонском районе Бикон-Хилл. Около 1800 года построил для себя особняк на Маунт-Вернон-стрит, в котором прожил до конца своей жизни. Примерно в 1804 году нанял архитектора Чарльза Булфинча, чтобы тот спроектировал четыре дома, также на Маунт-Вернон-стрит, для каждой из своих дочерей; эти дома стоят до сих пор.
Мейсон также был членом Ассоциации Южного Бостона, которая занималась недвижимостью в районе Дорчестере.
С 1797 по 1798 год служил в Массачусетском губернаторском совете, а с 1799 по 1800 год состоял в сенате Массачусетса. После отставки сенатора Бенджамина Гудхью был избран в Сенат США, где прослужил с 14 ноября 1800 года по 3 марта 1803 года. Затем возобновил свою юридическую практику и снова служил в сенате Массачусетса с 1803 по 1804 год и в Палате представителей Массачусетса с 1805 по 1808 год.
С 4 марта 1817 года по 15 мая 1820 года служил в Палате представителей США, после чего ушёл в отставку, чтобы продолжить свою юридическую практику. Умер в Бостоне в возрасте 75 лет. Был похоронен на кладбище Маунт-Оберн в Кембридже.

## Семья
13 апреля 1779 года Джонатан Мейсон женился на Сюзанне Пауэлл (1760—1836). У них было пять дочерей и два сына:
- Сьюзан Пауэлл (1783—1841), вышла замуж за хирурга Джона Коллинза Уоррена.
- Элизабет «Элиза» (1784—1826), вышла замуж за прокурора Сэмюэля Данна Паркера.
- Анна Пауэлл (1788—1861)
- Мириам Кларк (1789—1870), вышла замуж за филантропа Дэвида Сирса.
- Уильям Пауэлл (1791—1867)
- Мэри Бромфилд (1793—1874)
- Джонатан (1795—1884)